# Lingapura, Pandavapura
Lingapura là một làng thuộc tehsil Pandavapura, huyện Mandya, bang Karnataka, Ấn Độ.